# Ångermanlands golfdistriktsförbund
Ångermanlands golfdistriktsförbund omfattar golfklubbarna i Härnösands, Kramfors, Sollefteå och Örnsköldsviks kommuner.

## Golfklubbar i Ångermanlands golfdistriktsförbund

### Härnösands golfklubb
Härnösands golfklubb bildades 1957.
| Härnösands golfbana | 18 hål | Par 72 | 5819 4846 | Park- och skogsbana | Spelklar 1961 | Arkitekt: Nils Sköld, Jeremy Turner |

### Norrfällsvikens golfklubb
Norrfällsvikens golfklubb bildades 1997.
| Norrfällsvikens golfbana | 18 hål | Par 73 | 5 704 4 990 | Skogs- och seasidebana | Spelklar 1997 | Arkitekt: Åke Persson |

### Sollefteå golfklubb
Sollefteå golfklubb i Österforse, cirka 15 kilometer väster om Sollefteå, bildades 1970. Banan ligger öppet i en något kuperad skogsterräng. Den utsågs 2003 till Ångermanlands bästa bana.
| Sollefteå golfbana | 18 hål | Par 72 | 6035 5765 5136 4755 | Skogsbana | Spelklar 1972 | Arkitekt: Nils Sköld |

### Veckefjärdens golf club
Veckefjärdens golf club, intill Varvsberget söder om Örnsköldsvik, bildades 2001. Ishockeyspelaren Peter Forsberg och hans pappa Kent Forsberg står bakom byggandet av golfbanan.
| Veckefjärdens golfbana | 18 hål | Par 72 | 6193 5837 4826 | Hed- och linkskaraktär | Spelklar 2003 | Arkitekt: Tommy Nordström |

### Örnsköldsviks GK Puttom
Örnsköldsviks GK Puttom i Örnsköldsvik bildades 1966.
| Puttoms golfbana | 18 hål | Par 72 | 5780 5015 | Skogsbana | Spelklar 1967 | Arkitekt: Nils Sköld |